# Eleccions legislatives noruegues de 2021
Les eleccions legislatives noruegues de 2021 van tenir lloc el 13 de setembre de 2021 a Noruega per a renovar els 169 membres de l'Storting, el parlament unicameral del país.

## Antecedents
El bloc conservador de la primera ministra conservadora Erna Solberg va guanyar les eleccions legislatives noruegues de 2017 amb 7 escons de marge respecte la coalició roja-verda i va continuar com a Primera Ministra.

## Sistema electoral
Des de 2018 les eleccions parlamentàries a Noruega se celebren un dilluns de setembre cada quatre anys. S'elegeixen 169 representants al Storting per representació proporcional de llistes de partit en 19 districtes electorals. El nombre de representants elegits de cada districte electoral es calcula cada vuit anys a partir de la població i la superfície del districte electoral. En eleccions parlamentàries anteriors, cada comtat havia constituït un districte electoral.

## Enquestes
El gràfic a continuació mostra una mitjana mòbil de 30 dies de les enquestes d'opinió més rellevants i, en darrers 30 dies, el període mòbil correspon a només 15 dies.

## Resultats
|                           |                                                   |           |       |          |     |
| Partit                    | Partit                                            | Vots      | %     | Escons   | +/- |
|                           | Partit Laborista                                  | 783,394   | 26.3  | 48 / 169 | 1   |
|                           | Partit Conservador                                | 607,316   | 20.4  | 36 / 169 | 9   |
|                           | Partit de Centre                                  | 402 961   | 13.5  | 28 / 169 | 9   |
|                           | Partit del Progrés                                | 346,474   | 11.6  | 21 / 169 | 6   |
|                           | Partit Socialista d'Esquerra                      | 228,063   | 7.6   | 13 / 169 | 2   |
|                           | Partit Roig                                       | 140,931   | 4.7   | 8 / 169  | 7   |
|                           | Partit Liberal                                    | 137,433   | 4.6   | 8 / 169  | =   |
|                           | Partit Verd                                       | 117,647   | 3.9   | 3 / 169  | 2   |
|                           | Partit Democristià                                | 113,344   | 3.8   | 3 / 169  | 5   |
|                           | Demòcrates                                        | 34,068    | 1.1   | 0 / 169  | =   |
|                           | Partit dels Pensionistes                          | 19,006    | 0.6   | 0 / 169  | =   |
|                           | Els Cristians                                     | 10,448    | 0.4   | 0 / 169  | =   |
|                           | Partit de l'Indústria i l'Empresa                 | 10,031    | 0.3   | 0 / 169  | Nou |
|                           | Partit Centrista                                  | 7,836     | 0.3   | 0 / 169  | Nou |
|                           | Partit de la Salut                                | 6,490     | 0.2   | 0 / 169  | =   |
|                           | Enfocament en el Pacient                          | 4,950     | 0.2   | 1 / 169  | Nou |
|                           | Partirt Capitalista                               | 4,520     | 0.2   | 0 / 169  | =   |
|                           | Acció Popular de No Més Peatges en les Carreteres | 3,435     | 0.1   | 0 / 169  | Nou |
|                           | Aliança - Alternativa per Noruega                 | 2,489     | 0.1   | 0 / 169  | =   |
|                           | Partit Pirata                                     | 2,308     | 0.1   | 0 / 169  | =   |
|                           | Partit Comunista                                  | 301       | 0.0   | 0 / 169  | =   |
|                           | Iniciativa Feminista                              | 275       | 0.0   | 0 / 169  | =   |
|                           | Partit Costaner                                   | 171       | 0.0   | 0 / 169  | =   |
|                           | Partit de La Generació                            | 112       | 0.0   | 0 / 169  | Nou |
|                           | Salva a la Natura                                 | 97        | 0.0   | 0 / 169  | Nou |
|                           | Partit Generació                                  | 87        | 0.0   | 0 / 169  | Nou |
|                           |                                                   |           |       |          |     |
| Vots vàlids               | Vots vàlids                                       | 2,980,423 | 99.2  |          |     |
| Vots blancs               | Vots blancs                                       | 19,103    | 0.6   |          |     |
| Vots nuls                 | Vots nuls                                         | 3,764     | 0.1   |          |     |
| Total                     | Total                                             | 3,003,290 | 100.0 | 169      | =   |
| Abstencions               | Abstencions                                       | 888,446   | 22.8  |          |     |
| Registrats / Participació | Registrats / Participació                         | 3,891,736 | 77.2  |          |     |
| Font: valgresultat.no     |                                                   |           |       |          |     |

### Resultats per municipalitats

Partit Laborista
Partit Conservador
Partit de Centre
Partit del Progrés
Partit Socialista
Partit Roig
Partit Liberal
Partit Verd
Partit Democristià
Pasientfokus

### Resultats per blocs
|       |                                     |           |       |        |        |
| Bloc  | Bloc                                | Vots      | Vots  | Escons | Escons |
| Bloc  | Bloc                                | #         | %     | #      | +/-    |
|       | Bloc d'esquerra (Ap, Sp, SV, R, MG) | 1,672,996 | 56.0  | 100    | 19     |
|       | Bloc de dreta (H, FrP, V, KrF)      | 1,204,567 | 40.3  | 68     | 20     |
|       | Independents (PF)                   | 4,950     | 0.2   | 1      | 1      |
|       | Altres                              | 101,674   | 3.5   | 0      | =      |
|       |                                     |           |       |        |        |
| Total | Total                               | 3,003,290 | 100.0 | 169    | =      |

## Conseqüències
Erna Solberg concedí la victòria i es formà un govern de coalició del Partit Laborista i l'euroescèptic Partit del Centre encapçalat pel laborista Jonas Gahr Støre.